# 克拉尼干吉乌帕齐拉
克拉尼干吉乌帕齐拉（英语：Keraniganj Upazila）是孟加拉国达卡专区达卡县的乌帕齐拉。
根据1991年的孟加拉国人口普查，克拉尼干吉总人口有530174人，其中男性人口占总人口的54.6%，女性占45.4%。 18岁以上的人口有283997人。